# Rhaeticosaurus mertensi
Il reticosauro (Rhaeticosaurus mertensi) è un rettile marino estinto, appartenente ai plesiosauri. Visse nel Triassico superiore (Retico, circa 205 milioni di anni fa) e i suoi resti fossili sono stati ritrovati in Germania. È il più antico plesiosauro noto.

## Descrizione
Conosciuto grazie a uno scheletro parziale di un individuo subadulto, questo plesiosauro non doveva essere di grandi dimensioni: l'esemplare, noto come WMNM P 64047, era probabilmente lungo poco più di 2,3 metri. Come tutti i plesiosauri, Rhaeticosaurus era dotato di un corpo corto e ampio, con quattro zampe trasformate in strutture allungate simili a pinne costituite da zeugopodio corto e piatto e lunghi elementi del propodio. Come in molti plesiosauroidi e nei pliosauroidi arcaici, il collo di Rhaeticosaurus era molto lungo e sosteneva una testa piccola munita di denti aguzzi e conici. 
Rhaeticosaurus era dotato di un paio di caratteristiche uniche (autapomorfie): una sutura neurocentrale a forma di V con i lati concavi e dalla punta allungata nelle vertebre cervicali anteriori e mediane, e gli elementi dello zeugopodio notevolmente accorciati. 

## Classificazione
Rhaeticosaurus mertensi venne descritto per la prima volta nel 2017, sulla base di uno scheletro quasi completo ritrovato nella zona di Warburg in Germania, in terreni risalenti al Triassico superiore (Retico). Analisi filogenetiche hanno indicato che Rhaeticosaurus era un rappresentante di plesiosauri, rettili marini tipici del Giurassico e del Cretaceo, e in particolare sarebbe ascrivibile ai pliosauridi, (dotati di crani più grandi e colli più corti dei tipici plesiosauroidi). Rhaeticosaurus sembrerebbe essere più derivato di forme successive come Thalassiodracon e Hauffiosaurus. 

## Significato dei fossili
Il ritrovamento di Rhaeticosaurus ha permesso di certificare la presenza di plesiosauri già nel Triassico superiore; fino al momento della descrizione di questo animale, infatti, erano note solo alcune ossa isolate provenienti dal Triassico inglese e uno scheletro incompleto e di dubbia identità proveniente dalla Russia (Alexeyisaurus). 
L'analisi filogenetica ha inoltre indicato che Rhaeticosaurus non era un membro basale dei plesiosauri, ma era già un membro derivato, attribuibile ai pliosauridi. La stessa analisi ha indicato Anningasaura del Sinemuriano (Giurassico inferiore) come plesiosauro più basale; la diversificazione dei vari cladi di plesiosauri, precedentemente ritenuta successiva al limite Triassico/Giurassico, verrebbe così anticipata di vari milioni di anni, in pieno Triassico superiore. 
Lo stesso studio di Wintrich e colleghi (2017) ha inoltre pubblicato i risultati di un esame istologico sui fossili di Rhaeticosaurus: è stato riscontrato che l'istologia dei plesiosauri è sorprendentemente uniforme e molto diversa da quella degli altri saurotterigi del Triassico. L'istologia suggerisce l'evoluzione di una crescita veloce e un contemporaneo tasso metabolico elevato, probabilmente adattamenti allo spostamento e al nutrimento efficiente in mare aperto. La scoperta di Rhaeticosaurus corrobora l'ipotesi secondo la quale la vita in mare aperto dei plesiosauri facilitò la loro sopravvivenza attraverso le estinzioni di fine Triassico.